# جسیکا جروم
 جسیکا جروم (انگلیسی: Jessica Jerome؛ زادهٔ ۸ فوریهٔ ۱۹۸۷) یک اسکی‌باز پرش اهل ایالات متحده آمریکا است.